# Gurubira apicalis
Gurubira apicalis är en art av skalbaggar som först beskrevs av Ernst Fuchs 1966. Den ingår i släktet Gurubira och familjen långhorningar. Inga underarter finns listade i Catalogue of Life.